# Völund

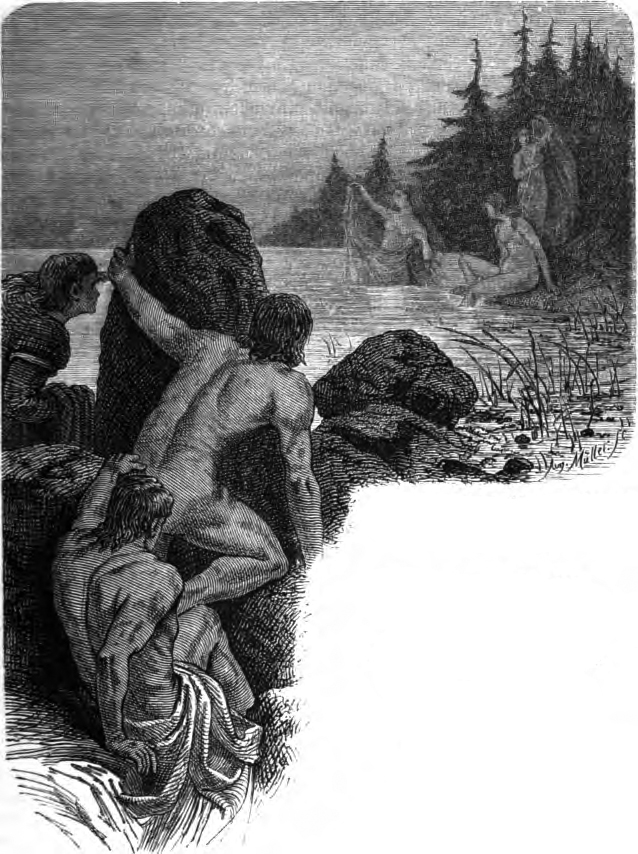
A három kovácslegény megtalálja a három valkűriát (1882-es illusztráció)

Völund (néha Valand) a Völund-ének szerint (Edda) az elfek fejedelme, egy számi (lapp) király fia. A három fivér, Slagfinn, Egil és Völund házat épített magának Ulvdalaban (Farkasvölgy) az Ulvsjö (Farkastó) mellett, és sízéssel, vadászattal és egyedülálló dolgok kovácsolásával töltötték a napjaikat. Egy reggel három lányt találtak a tóparton, akik lenfonalat fontak s mellettük hattyúköntösük a földön. A három nő, Hladgunn Svanvit (Hattyúfehér), Hervor Hamskifta (Csodaszép) és Ölrun, három valkűr volt.
A testvérek hazavitték magukkal a három lányt. Svanvit lett Slagfinn kedvese, Ölrun Egilé és Hervor Völundé. A valkűrök hét évig éltek együtt a fiúkkal, s akkor úgy elrepültek, hogy soha nem tértek vissza.
Egil elindult keletre, hogy megtalálja Ölrunt, Slagfinn dél felé vette útját, hogy megtalálja Svanvitet, de Völund otthon maradt és szebbnél szebb gyűrűket kovácsolt, s úgy várta vissza kedvesét. Egyikük sem találta meg a párját, de Völund művészi kovácsolása felkeltette Nidud király érdeklődését. Elfogatta Völundot s egy szigeten tartotta fogva, elvágott horgasinakkal, hogy drága ékszereket kovácsoljon neki és családjának.
Idézet az Edda, Völund-énekből:
Vadászatról jött

a jó szemű vadász

Szlagfid és Égil,

üresen lelik házuk,

a lengéknek hűlt helye,

keresik őket hiába.

Siklott keletre Égil,

Ölrúnt keresni,

délre Szlagfid

száguld Hattyúfehér után.
Farkasvölgyben csak

Vőlund maradt meg;

vörös aranyba

drágaköveket foglal,

fűzi hársfa-háncsra

gyűrűit gyöngéden;

így várja végül,

szépséges asszonya

mikor szállna meg

megint ott, szállásán.
Kitudta Nídud,

Niara királya,

hogy Vőlund a völgyben

egyedül tanyázik;

elindultak harcosai,

éjszaka, hadi útra,

újhold tüneményén

tündököltek pajzsaik.

Egyszer a király két fia átment a szigetre, hogy megcsodálják az ékszereket. Völund levágta a fejüket és a koponyájukból ezüst tálakat készített a királynak, a szemükből drágaköveket a királynőnek, a fogaikból pedig melltűket a királylánynak, akit ráadásul leitatott és elcsábított. Azután felfedte a király előtt az elkövetett rémtetteket, majd felkötve saját készítésű szárnyait, eltűnt a magasban.
Így mesélik el az Eddában:
| Fürtös fejüket ezüstöztem fürgén, ekképp küldtem el Nídud királynak. Szemükből szépséges kövek készültek, küldtem is Nídud kevély nejének. | Fiú-fogaikból melltűt formáltam, megküldtem bizony gyűrűs Bödvildnek. Gyermekkel jár, íme, egyetlen lányotok, lett is ezáltal mindkettőnké már. |  |

Völund több ismert kardot kovácsolt. Négy ezek közül:
- Gambantein (Surtr tüzes kardja), eredetileg Frey kardja, amit az óriásoknak adott, hogy megkaphassa Gerdet feleségül,
- Excalibur, az Artúr-legendákból,
- Gram, Szigmund kardja, amit később Regin törpe kovácsol össze Szigurdnak,
- Durandal (Durendal), Roland lovag kardja.[1]

A Völund-mese egy úgynevezett „hattyúmese”, hasonló mesék majdnem minden kultúrában előfordulnak. A legismertebb ilyen A hattyúk tava régi orosz népmese, amelyet Csajkovszkij tett halhatatlanná a A hattyúk tava című művével.

## Fordítás
- Ez a szócikk részben vagy egészben  a   Völund című svéd Wikipédia-szócikk fordításán alapul.  Az eredeti cikk szerkesztőit annak laptörténete sorolja fel. Ez a jelzés csupán a megfogalmazás eredetét és a szerzői jogokat jelzi, nem szolgál a cikkben szereplő információk forrásmegjelöléseként.
- Ez a szócikk részben vagy egészben  a   Wayland the Smith című angol Wikipédia-szócikk fordításán alapul.  Az eredeti cikk szerkesztőit annak laptörténete sorolja fel. Ez a jelzés csupán a megfogalmazás eredetét és a szerzői jogokat jelzi, nem szolgál a cikkben szereplő információk forrásmegjelöléseként.